# Nakagawa Yosuke
Yosuke Nakagawa (sinh ngày 28 tháng 4 năm 1998) là một cầu thủ bóng đá người Nhật Bản.

## Sự nghiệp câu lạc bộ
Yosuke Nakagawa đã từng chơi cho Mito HollyHock.